# Spalding (Nebraska)
Spalding è un comune degli Stati Uniti d'America, situato nello Stato del Nebraska, nella contea di Greeley.